# Nicolaas van Wijk
Nicolaas van Wijk (Delden, 4 oktober 1880 - Leiden, 25 maart 1941) was een Nederlands taalkundige, en van 1913 tot zijn dood in 1941 de eerste Nederlandse hoogleraar in de Slavische talen.
Van Wijk was een zeer veelzijdig taalkundige, en publiceerde onder andere over de Slavische talen (waaronder met name het Oudkerkslavisch), de Baltische talen, het Indo-Europees, de Russische letterkunde en de Nederlandse dialectologie. In het studiejaar 1929-1930 was Van Wijk rector magnificus van de Leidse universiteit; in deze functie begeleidde hij de erepromotie van prinses Juliana in 1930.

## Wetenschap
Van Wijk studeerde van 1898 tot 1901 Nederlands in Amsterdam, en volgde colleges Gotisch en Sanskriet bij C.C. Uhlenbeck. Promoveerde in 1902 op zeer jonge leeftijd op het gebied van het Indo-Europees. Tijdens studieverblijven in het buitenland, in Leipzig en Moskou, werd zijn interesse voor de Slavische talen gewekt.
De eerste jaren na zijn promotie heeft Van Wijk zich vooral beziggehouden met de Germaanse talen. Zo herzag hij onder meer het Nederlands etymologisch woordenboek van de Duitser Johannes Franck (1912). Dit woordenboek ('Franck-Van Wijk') geldt, hoewel verouderd, nog steeds als een van de standaardwerken op het gebied van de etymologie van het Nederlands.
In 1913 werd hij benoemd tot hoogleraar Balto-Slavische talen aan de Rijksuniversiteit Leiden. Vanaf dat moment is Van Wijk zeer productief geworden op het gebied van de Slavische taalkunde.
Van Wijk schreef niet alleen voor vakgenoten, maar ook voor een algemeen publiek. Hij schreef enkele boeken over de Russische letterkunde en over Tsjecho-Slowakije, en publiceerde in De Gids artikelen over Russische literatuur en in De Nieuwe Taalgids over allerlei taalkundige onderwerpen.

## Persoon

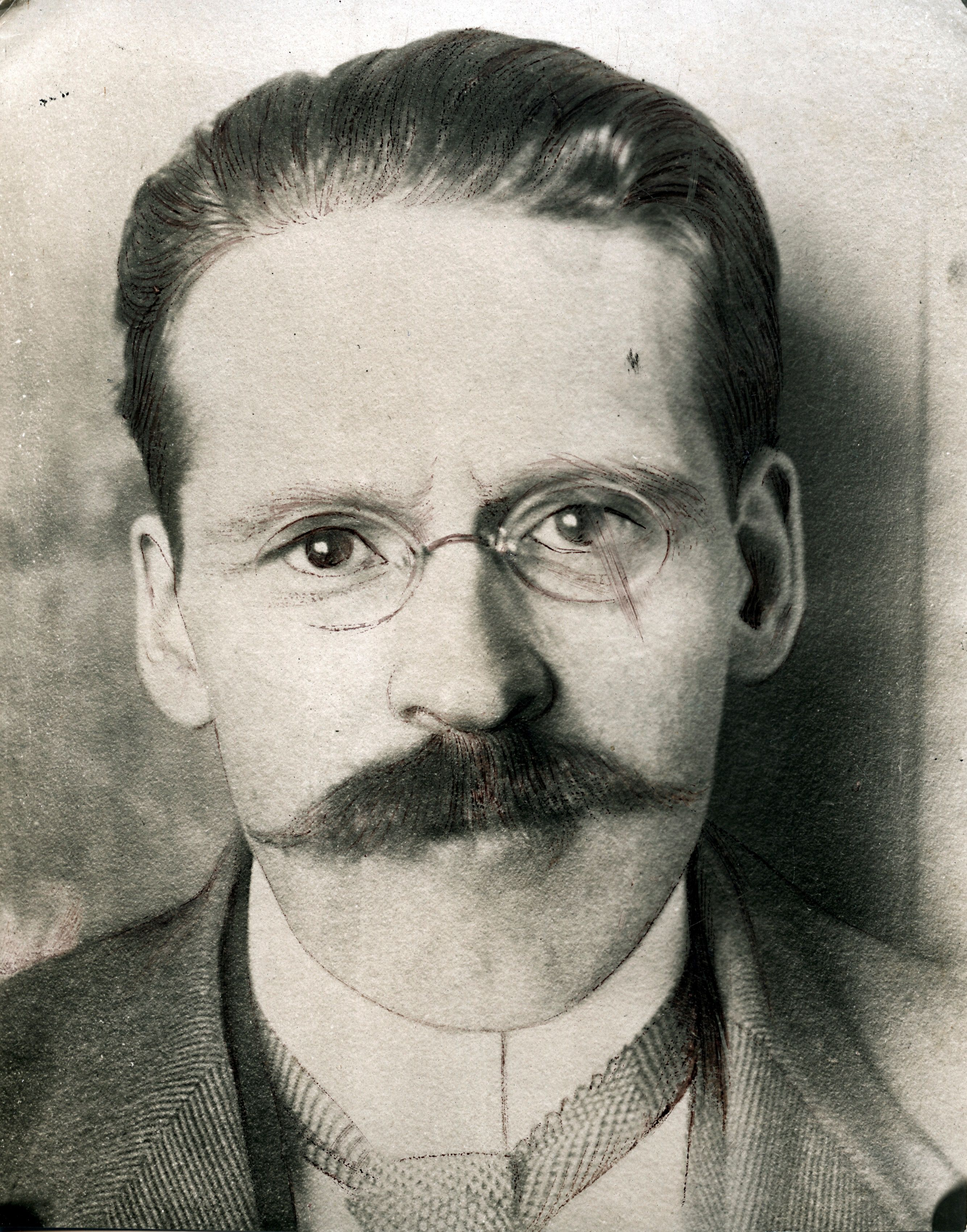
Van Wijk (1913)

De privépersoon Van Wijk blijft grotendeels in nevelen gehuld. Hij was voor zijn tijd erg onconventioneel, zonder hierbij omstreden te raken. Zijn onconventionele houding uitte zich bijvoorbeeld in het langdurig huisvesten van ontheemde Russen en Polen in zijn huis in Leiden. Vermoed wordt dat hij homoseksueel was, al wordt dit door sommige tijdgenoten bestreden. Ook studenten konden altijd voor raad en daad bij hem aankloppen. Er wordt in warme bewoordingen over hem gesproken in de geschriften van Etty Hillesum en Annie Romein-Verschoor.
Uit veel zaken blijkt ook Van Wijks fascinatie voor Rusland en de Russen, al bezocht hij het land niet meer na de Revolutie. Na zijn overlijden werd de domineeszoon Van Wijk na een Russisch-orthodoxe dienst bijgezet in het graf van zijn eerder overleden Russische pleegzoon.